# سزار آنتولینی
سزار آنتولینی (انگلیسی: Cesare Attolini) شرکت پوشاک ایتالیایی است، که در سال ۱۹۳۰ تأسیس شد.